# Callum McClusky
Callum McClusky (1998) es un deportista australiano que compite en triatlón. Ganó una medalla de plata en el Campeonato de Oceanía de Triatlón de 2018.

## Palmarés internacional
| Campeonato de Oceanía | Campeonato de Oceanía | Campeonato de Oceanía | Campeonato de Oceanía |
| Año                   | Lugar                 | Medalla               | Prueba                |
| --------------------- | --------------------- | --------------------- | --------------------- |
| 2018                  | San Kilda (Australia) | Medalla de plata      | Individual            |